# 沈丹桂
沈丹桂，台灣導演、製作人與影像視覺創意工作者，從事電視電影、網路影音與電視節目創作，擅長影像視覺以及跨類型作品的創作。目前為昕晉有限公司負責人 （页面存档备份，存于）。

## 作品
| 年份 | 片名                               | 職務 |
| ---- | ---------------------------------- | ---- |
| 2017 | 法務部調查局迷你劇集《機密訊號》   | 副導 |
| 2017 | 公視迷你劇集《魔幻對決》           | 副導 |
| 2018 | 民視金鐘好戲迷你劇集《薛丁格的貓》 | 導演 |
| 2019 | 法務部調查局電視電影《極光風暴》   | 導演 |
| 2022 | 電影《頭七》                       | 導演 |

- 電影《頭七》（導演）：以台灣傳統習俗為題材的恐怖鬼片，預計2022年上映。知名歌手Selina（任家萱）與「小嘉玲」吳以涵上演母女情，並邀請鄧志鴻、金馬影帝陳以文、高宇蓁、赫容等實力派演員演出，分別飾演Selina的爺爺、爸爸、姐姐與媽媽。這也是Selina首部擔綱主演的電影。[2][3]

- 德國之聲美食節目《Tasty Taipei》（本地導演）：2020 年以《Tasty Taipei - food, fusion and fun》奪下休士頓國際影展金獎與美國泰利電視獎美食節目銅獎。[4][5][6][7][8]
- 《極光風暴》（導演）：2019年民視電視電影，由天馬傳播與法務部調查局製作，葉直育擔任製作人，演員包括周孝安、施名帥、吳政迪、張寗、鴻狄、王茉聿、邱永騰。[9][10]
- 《大雲時堂》（後製導演）：2018年WinTV談話性節目，由大雲文創製作，李四端主持。
- 《薛丁格的貓》（導演）：2018年民視無線台迷你劇集，由天馬傳播事業有限公司製作，方馨、夏于喬、柯叔元與鄭人碩領銜主演。[11][12]在第23屆亞洲電視大獎，《薛丁格的貓》編劇張耿銘奪下最佳編劇獎，男主角鄭人碩勇奪最佳男主角，這也是他在海外的第一個獎。[13][14]

- 《建築印象·第二季·#5亞洲現代美術館》（導演）

## 獎項與提名
| 年份 | 頒獎典禮           | 獎項               | 相關作品                                | 結果 |
| ---- | ------------------ | ------------------ | --------------------------------------- | ---- |
| 2018 | 第23屆亞洲電視大獎 | 最佳男主角獎       | 薛丁格的貓                              | 獲獎 |
| 2018 | 第23屆亞洲電視大獎 | 最佳原創劇本獎     | 薛丁格的貓                              | 獲獎 |
| 2018 | 第23屆亞洲電視大獎 | 最佳剪輯獎         | 薛丁格的貓                              | 待定 |
| 2020 | 休士頓國際影展     | 美食節目金獎       | 《Tasty Taipei - food, fusion and fun》 | 獲獎 |
| 2020 | 美國泰利獎         | 電視美食節目類銅獎 | 《Tasty Taipei - food, fusion and fun》 | 獲獎 |

## 外部連結
- 沈丹桂的Facebook專頁